# Świbka

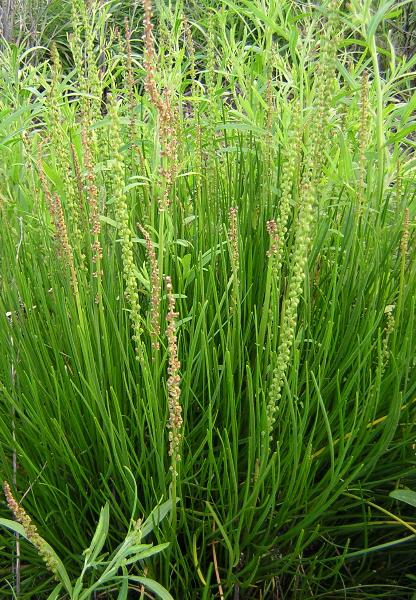
Świbka morska

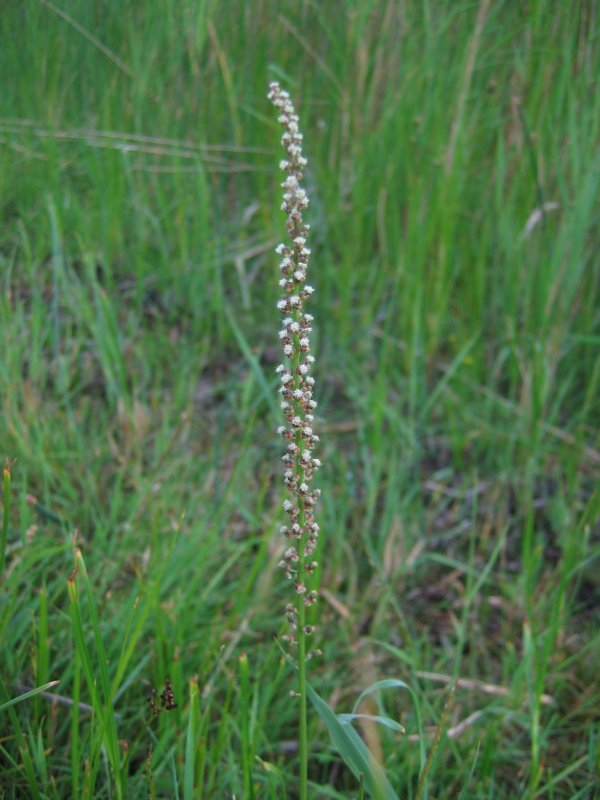
Kwiatostan świbki morskiej

Świbka (Triglochin Riv. ex L.) – rodzaj roślin należący do rodziny świbkowatych (Juncaginaceae Rich.), obejmujący 26 gatunków występujących niemal na całym świecie, z czego dwa w Polsce: świbka błotna i świbka morska. 
Nazwa naukowa rodzaju pochodzi od greckich słów τρεῖς (treis – trzy) i γλωχίν (glochin – szpic) i odnosi się do kształtu owoców tych roślin.

## Zasięg geograficzny
Świbka jest rodzajem kosmopolitycznym, występującym na całym świecie. Jedynymi regionami nie zasiedlonymi przez przedstawicieli tego rodzaju są Makaronezja, zachodnia i północno-wschodnia Afryka tropikalna, wyspy środkowego Atlantyku, wyspy zachodniego Oceanu Indyjskiego, Półwysep Arabski, Indochiny, Azja Południowo-Wschodnia, wyspy Pacyfiku, Ameryka Środkowa, północna Ameryka Południowa i Antarktyka.
Gatunki flory Polski
- świbka błotna Triglochin palustris L.
- świbka morska Triglochin maritima L.

## Morfologia
PokrójSmukłe rośliny sitopodobne, tworzące kolonie.
ŁodygaGrube kłącze.
LiściePrzeważnie wyłącznie liście odziomkowe, równowąskie, wzniesione, tworzące pochwę liściową z języczkiem, wierzchołkowo całobrzegim lub dwuklapowym.
KwiatyKwiaty obupłciowe, krótko szypułkowe, trójkrotne, zebrane w kłosopodobne grono wyrastające na głąbiku. Okwiat pojedynczy, 6-listkowy. Listki położone w 2 okółkach, żółtawozielone, muszlowate. Pręciki 4 lub 6, o niemal siedzących, jajowatych główkach. Słupków 6, z czego 3 płodne i 3 jałowe, zrośnięte, rozdzielające się w okresie kwitnienia. Zalążnie jednokomorowe, jednozalążkowe. Szyjki słupka nieobecne.
OwoceKuliste do równowąskich rozłupnie, 3- lub 6-rozłupkowe. Rozłupki jednonasienne.

## Biologia i ekologia
RozwójByliny, wodne lub bagienne, geofity lub hemikryptofity.
SiedliskoTereny podmokłe, głównie nadmorskie. Świbka morska jest gatunkiem charakterystycznym (ChAss) zespołu Triglochino-Glaucetum maritimae  w klasie halofilnych łąk lub szuwarów w supralitoralu zbiorników wód słonych i słonawych. Świbka błotna jest gatunkiem charakterystycznym (ChCl) klasy Scheuchzerio-Caricetea nigrae, obejmującej niskoturzycowe zbiorowiska łąk bagiennych, emersyjne darniowe torfowiska przejściowe i niskie oraz dolinkowe fazy torfowisk wysokich.
Cechy fitochemiczneNiektóre gatunki zawierają silnie toksyczny cyjanowodór.
GenetykaLiczba chromosomów 2n = 12.

## Systematyka
Systematyka według Angiosperm Phylogeny Website (aktualizowany system APG IV z 2016)Klad okrytonasienne, klad jednoliścienne (monocots), rząd żabieńcowce Alismatales, rodzina świbkowate Juncaginaceae.
Wykaz gatunków
- Triglochin barrelieri Loisel.
- Triglochin buchenaui Köcke, Mering & Kadereit
- Triglochin bulbosa L.
- Triglochin calcitrapa Hook.
- Triglochin centrocarpa Hook.
- Triglochin compacta Adamson
- Triglochin elongata Buchenau
- Triglochin gaspensis Lieth & D.Löve
- Triglochin hexagona J.M.Black
- Triglochin isingiana (J.M.Black) Aston
- Triglochin laxiflora Guss.
- Triglochin longicarpa (Ostenf.) Aston
- Triglochin maritima L. – świbka morska
- Triglochin mexicana Kunth
- Triglochin milnei Horn
- Triglochin minutissima F.Muell.
- Triglochin mucronata R.Br.
- Triglochin muelleri Buchenau
- Triglochin nana F.Muell.
- Triglochin palustris L. – świbka błotna
- Triglochin protuberans Aston
- Triglochin scilloides (Poir.) Mering & Kadereit
- Triglochin stowardii N.E.Br.
- Triglochin striata Ruiz & Pav.
- Triglochin trichophora Nees ex Endl.
- Triglochin turrifera Ewart

Zaliczany tu australijski gatunek Triglochin triglochinoides (F.Muell.) Druce wyodrębniony został w osobny rodzaj i przypisano mu nazwę Maundia triglochinoides F.Muell. W systemie APG IV (2016) podkreślono odrębność tej rośliny wydzielając ją w osobną rodzinę – Maundiaceae Nakai, Chosakuronbun Mokuroku [Ord. Fam. Trib. Nov.]: 213. 20 Jul 1943.
Historycznie włączano tu również gatunki wyodrębnione do rodzaju Cycnogeton.

## Zastosowanie
Nasiona niektórych gatunków świbki są jadalne. Indianie używają pieczonych nasion jako substytutu kawy.